# Scot
Scot (mitjans segle xiii) va ser un trobador genovès. La seva identitat és controvertida. Els estudiosos han suggerit la possibilitat que el seu nom complet fos Ogerio Scotto, Alberto Scotto o Scotto Scotti. Un document del 25 de setembre de 1239 menciona quatre germans de la família Scottiː Guglielmo, Corrado, Balbo i Scotto; aquest últim nom reforça la teoria que fos Scotto Scotti.
A totes les còpies de l'únic poema que ens ha arribat d'ell, el seu nom apareix amb la seva forma occitanitzada Scotz. Aquesta composició — Scotz, quals mais vos plazeria — és una tensó (i un descort) amb Bonifaci Calvo, un altre trobador de Gènova. Pot haver estat escrit abans que Calvo abandonés Gènova cap al 1250 o després del seu retorn el 1266.